# 1971 Hagihara
1971 Hagihara este un asteroid din centura principală, descoperit pe 14 septembrie 1955, de Goethe Link Obs..